# Вишна Камењица
Вишна Камењица (слч. Vyšná Kamenica) насељено је мјесто са административним статусом сеоске општине (слч. obec) у округу Кошице-околина, у Кошичком крају, Словачка Република.

## Становништво
| Година:    | 1994. | 2004.   | 2014.   | 2024.    |
| ---------- | ----- | ------- | ------- | -------- |
| Број људи: | 233   | 245     | 268     | 393      |
| Разлика:   |       | +5,15 % | +9,38 % | +46,64 % |

| Година:    | 2023. | 2024.  |
| ---------- | ----- | ------ |
| Број људи: | 375   | 393    |
| Разлика:   |       | +4,8 % |

Према подацима о броју становника из 2011. године насеље је имало 265 становника.